# Cohors II Thracum (Syria)
Die Cohors II Thracum [civium Romanorum] (deutsch 2. Kohorte der Thraker [der römischen Bürger]) war eine römische Auxiliareinheit. Sie ist durch Militärdiplome belegt.

## Namensbestandteile
- Cohors: Die Kohorte war eine Infanterieeinheit der Auxiliartruppen in der römischen Armee.

- II: Die römische Zahl steht für die Ordnungszahl die zweite (lateinisch secunda). Daher wird der Name dieser Militäreinheit als Cohors secunda .. ausgesprochen.

- Thracum: der Thraker. Die Soldaten der Kohorte wurden bei Aufstellung der Einheit aus dem Volk der Thraker auf dem Gebiet der römischen Provinz Thrakien rekrutiert.

- civium Romanorum: der römischen Bürger. Den Soldaten der Einheit war das römische Bürgerrecht zu einem bestimmten Zeitpunkt verliehen worden. Für Soldaten, die nach diesem Zeitpunkt in die Einheit aufgenommen wurden, galt dies aber nicht. Sie erhielten das römische Bürgerrecht erst mit ihrem ehrenvollen Abschied (Honesta missio) nach 25 Dienstjahren. Der Zusatz kommt in den Diplomen von 88 bis 93 vor.

- equitata: teilberitten. Die Einheit war möglicherweise ein gemischter Verband aus Infanterie und Kavallerie.[A 1]

Da es keine Hinweise auf den Namenszusatz milliaria (1000 Mann) gibt, war die Einheit entweder eine  Cohors quingenaria peditata oder eine Cohors quingenaria equitata. Die Sollstärke der Kohorte lag entweder bei 480 Mann, bestehend aus 6 Centurien Infanterie mit jeweils 80 Mann oder bei 600 Mann (480 Mann Infanterie und 120 Reiter), bestehend aus 6 Centurien Infanterie sowie 4 Turmae Kavallerie mit jeweils 30 Reitern.

## Geschichte
Die Kohorte war in der Provinz Syria stationiert. Sie ist auf Militärdiplomen für die Jahre 88 bis 93 n. Chr. aufgeführt.
Der erste Nachweis der Einheit in Syria beruht auf einem Diplom, das auf 88 datiert sind. In dem Diplom wird die Kohorte als Teil der Truppen aufgeführt (siehe Römische Streitkräfte in Syria), die in der Provinz stationiert waren. Weitere Diplome, die auf 91 bis 93 datiert sind, belegen die Einheit in derselben Provinz.
Der weitere Verbleib der Kohorte ist ungeklärt.

## Standorte
Standorte der Kohorte sind nicht bekannt.

## Angehörige der Kohorte
Angehörige der Kohorte sind nicht bekannt.